# Multiple Launch Rocket System

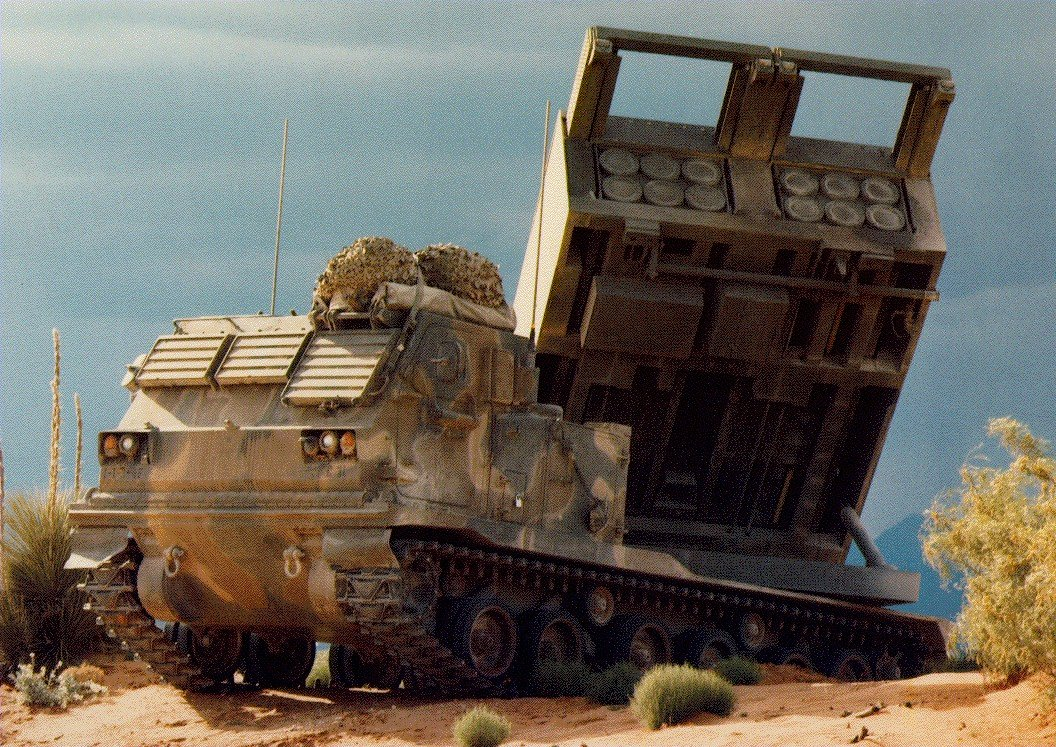
MLRS

Het Multiple Launch Rocket System (MLRS) is een lanceersysteem voor projectielen op een rupsonderstel, met 12 naast elkaar opgestelde lanceerbuizen waardoor het mogelijk is om in 1 minuut 12 projectielen te lanceren.
De MLRS kan binnen één minuut twaalf raketten (type M26) stuk voor stuk lanceren. De raketten hebben een bereik van minimaal 30 en maximaal 300 km. Een raket kan 644 M77 subprojectielen bevatten, die boven het doelgebied worden uitgeworpen. Hierdoor is het systeem geschikt om zowel personeel als licht gepantserde doelen aan te vallen. Andere te gebruiken raketten bevatten geen clustermunitie en worden ingezet om grote en of zwaar verstevigde doelen uit te schakelen.
Het Israëlische leger gebruikte de MLRS in 2006 om meer dan 1,2 miljoen clusterbommen af te vuren op doelen in Libanon (zie ook Israëlisch-Libanese oorlog van 2006). Dit leidde tot veel kritiek, zowel internationaal als in Israël zelf. De MLRS werd ook veelvuldig gebruikt tijdens Operatie Desert Storm in 1991 en de Irakoorlog in 2003.
Drieëntwintig MLRS systemen werden in 1988 door Nederland aangeschaft. Achttien daarvan werden ingedeeld in twee batterijen: 109 Batterij Veldartillerie (BtVA) en de mobilisabele 119 BtVA. Beide batterijen bestonden uit drie pelotons met elk drie MLRS-systemen.:p.48,p.49 en p.105
Als een gevolg van bezuinigingen werden de MLRS-eenheden, 109 en 119 Batterij Veldartillerie, opgeheven. 22 raketsystemen zijn in 2004 verkocht aan Finland voor ongeveer 30 miljoen euro Hierbij kwam er een einde aan 45 jaar raketartillerie binnen de Koninklijke Landmacht.
| Eigenschappen MLRS, Nederlandse uitvoering | Eigenschappen MLRS, Nederlandse uitvoering |
| ------------------------------------------ | ------------------------------------------ |
| lengte                                     | 6380 mm                                    |
| breedte                                    | 2970 mm                                    |
| massa (leeg)                               | 19.414 kg                                  |
| bemanning                                  | 3 personen                                 |
| motor                                      | 8 cilinder dieselmotor, 500 pk             |

## Museumexemplaar
In Nederland staat een exemplaar van de MLRS op het terrein van het Nationaal Militair Museum te Soesterberg. Het andere staat in het Nederlands Artillerie Museum in 't Harde. De twee exemplaren zijn verkregen van de Verenigde Staten en zijn gedemilitariseerd.